# ميخائيل مارتينيز
ميخائيل مارتينيز هو لاعب كرة قاعدة دومينيكاني، ولد في 16 سبتمبر 1982 في سانتو دومينغو في جمهورية الدومينيكان.

## وصلات خارجية
- ميخائيل مارتينيز على موقع دوري كرة القاعدة الرئيسي (الإنجليزية)
- ميخائيل مارتينيز على موقعبيزبول رفرنس.كوم (الدوري الرئيسي) (الإنجليزية)
- ميخائيل مارتينيز على موقعبيزبول رفرنس.كوم (الدوري الثانوي) (الإنجليزية)
- ميخائيل مارتينيز على موقع إي إس بي إن.كوم (أم.أل.بي) (الإنجليزية)
- ميخائيل مارتينيز على موقع مشجعي الرسوم البيانية (الإنجليزية)